# Шваргла
Шваргла (енгл. Head cheese, brawn) је традиционални сухомеснати производ популаран у Србији и Хрватској. Слични сухомеснати производи, направљени од меса свињске главе, постоје под разним именима у читавој Европи и САД.

## Припрема
Док свако село има свој посебан рецепт, са посебним зачинима или посебним комадима меса, основна шваргла се прави од свињског језика, срца, бубрега, коже и меса са главе. Месо је зачињено паприком, сољу, црним бибером и белим луком. Припрема се састоји у томе да се састојци прокувају,  затим исеку у крупне комаде па се њима напуни желудац свиње и поново прокува цео напуњен желудац. Када се скува, шваргла се притисне под теретом неколико часова, а затим се дими неколико дана.